# Limite d'Oort
Pour les articles homonymes, voir Oort.
En astronomie, le terme de limite d'Oort désigne l'estimation de la masse volumique locale de la matière (étoiles comprises) dans le voisinage du Soleil. 
Le terme est nommé en l'honneur de l'astronome néerlandais Jan Oort. Le terme de « limite » vient de ce qu'Oort avait compris que la densité du disque galactique était non seulement fonction de la distance au centre galactique, mais aussi de l'altitude par rapport au plan galactique, dont le gros de la masse se concentre dans une épaisseur de quelques centaines d'années-lumière. L'altitude du Soleil par rapport au plan galactique n'était pas connue à l'époque de Oort, mais il était certain que la densité au voisinage solaire était inférieure ou égale à la densité du disque à altitude nulle, d'où le terme de « limite », puisque la densité observable au voisinage du Soleil en est une limite inférieure.